# Apodanthes panamensis
Apodanthes panamensis är en tvåhjärtbladig växtart som beskrevs av I. de Vattimo. Apodanthes panamensis ingår i släktet Apodanthes och familjen Apodanthaceae. Inga underarter finns listade i Catalogue of Life.